# Bataille navale de Guadalcanal
Pour les articles homonymes, voir Bataille de Guadalcanal (homonymie).
Seconde Guerre mondiale - Guerre du Pacifique
Batailles
Campagne de Guadalcanal

Terrestres : 
- Tulagi et Gavutu–Tanambog
- Tenaru
- Edson's Ridge
- Rivière Matanikau
- Henderson Field
- Offensive de la Matanikau
- Koli Point
- Carlson's patrol
- Monts Austen

Navales :
- Île de Savo
- Salomon orientales
- Cap Espérance
- Îles Santa Cruz
- Bataille navale de Guadalcanal
- Tassafaronga
- Ke
- Îles de Renell

La bataille navale de Guadalcanal, qui eut lieu entre le 13 et le 15 novembre 1942, fut l'engagement naval décisif entre la marine impériale japonaise et la marine américaine durant la bataille de Guadalcanal dans le théâtre Pacifique de la Seconde Guerre mondiale. Elle est également appelée troisième et quatrième batailles de l'île de Savo, bataille des Salomon, bataille du vendredi 13 et troisième bataille des Salomon (第三次ソロモン海戦) dans les sources japonaises.
Les forces alliées, essentiellement américaines, avaient débarqué sur Guadalcanal le 7 août 1942 et s'étaient emparées d'une base aérienne en cours de construction par les Japonais, par la suite appelée Henderson Field. Plusieurs offensives terrestres et maritimes japonaises pour reprendre l'aérodrome avaient échoué et au début du mois de novembre 1942, les Japonais organisèrent le transport naval de 7 000 soldats et de leurs équipements pour réaliser une nouvelle attaque. Plusieurs navires japonais devaient bombarder l'aérodrome pour détruire les avions alliés qui menaçaient le convoi. Ayant appris cet objectif, les forces américaines déployèrent des appareils et des navires pour défendre Henderson Field et empêcher les soldats japonais de débarquer à Guadalcanal.
Au cours de la bataille qui suivit, les deux camps subirent de lourdes pertes lors de deux affrontements nocturnes. Les Américains parvinrent néanmoins à repousser les navires japonais devant bombarder Henderson Field et les avions alliés coulèrent la plus grande partie du convoi et empêchèrent la majorité des troupes japonaises de débarquer sur l'île. L'engagement fut la dernière grande tentative japonaise pour chasser les forces alliées de Guadalcanal et des îles alentour et la campagne de Guadalcanal se termina en février 1943 par l'évacuation des derniers soldats japonais.

## Contexte
Le 7 août 1942, 11 000 soldats alliés, principalement américains, débarquèrent à Guadalcanal, Tulagi et sur les Îles Florida dans les Îles Salomon occupées par les Japonais depuis mai. Les débarquements sur ces îles devaient permettre d'empêcher les Japonais de les utiliser pour menacer les routes de ravitaillement entre les États-Unis et l'Australie. Leur contrôle pouvait également servir à isoler la grande base japonaise de Rabaul et jouer un rôle de soutien pour la campagne de Nouvelle-Guinée. Les Américains capturèrent rapidement une base aérienne en cours de construction par les Japonais qui fut renommée Henderson Field et y déployèrent une force aérienne appelée Cactus Air Force (CAF) d'après le nom de code allié pour l'île de Guadalcanal. Au cours des deux mois qui suivirent, 20 000 soldats américains furent déployés pour protéger l'aérodrome.
En réponse, le quartier-général impérial japonais chargea la 17e armée japonaise basée à Rabaul et commandée par le lieutenant-général Hyakutake Haruyoshi de reprendre Guadalcanal. Les premières unités arrivèrent à Guadalcanal le 19 août pour chasser les forces alliées de l'île. Du fait de la menace posée par les appareils de la CAF sur Henderson Field, les Japonais ne pouvaient pas utiliser les grands et lents transports pour approvisionner des troupes et du ravitaillement sur l'île. Ils furent donc contraints d'utiliser des navires rapides basés à Rabaul et dans les îles Shortland. Ces derniers, essentiellement des destroyers et des croiseurs légers issus de la 8e flotte commandée par le vice-amiral Gunichi Mikawa, pouvaient faire l'aller-retour dans le détroit de Nouvelle-Géorgie pendant la nuit quand les capacités aériennes américaines étaient limitées. Ces navires n'étaient cependant pas adaptés au transport et il n'était pas possible d'acheminer des équipements lourds comme l'artillerie ou les véhicules et une grande partie du ravitaillement. Ces convois rapides furent surnommés « Tokyo Express » par les Alliés et « Transport Rat » par les Japonais.

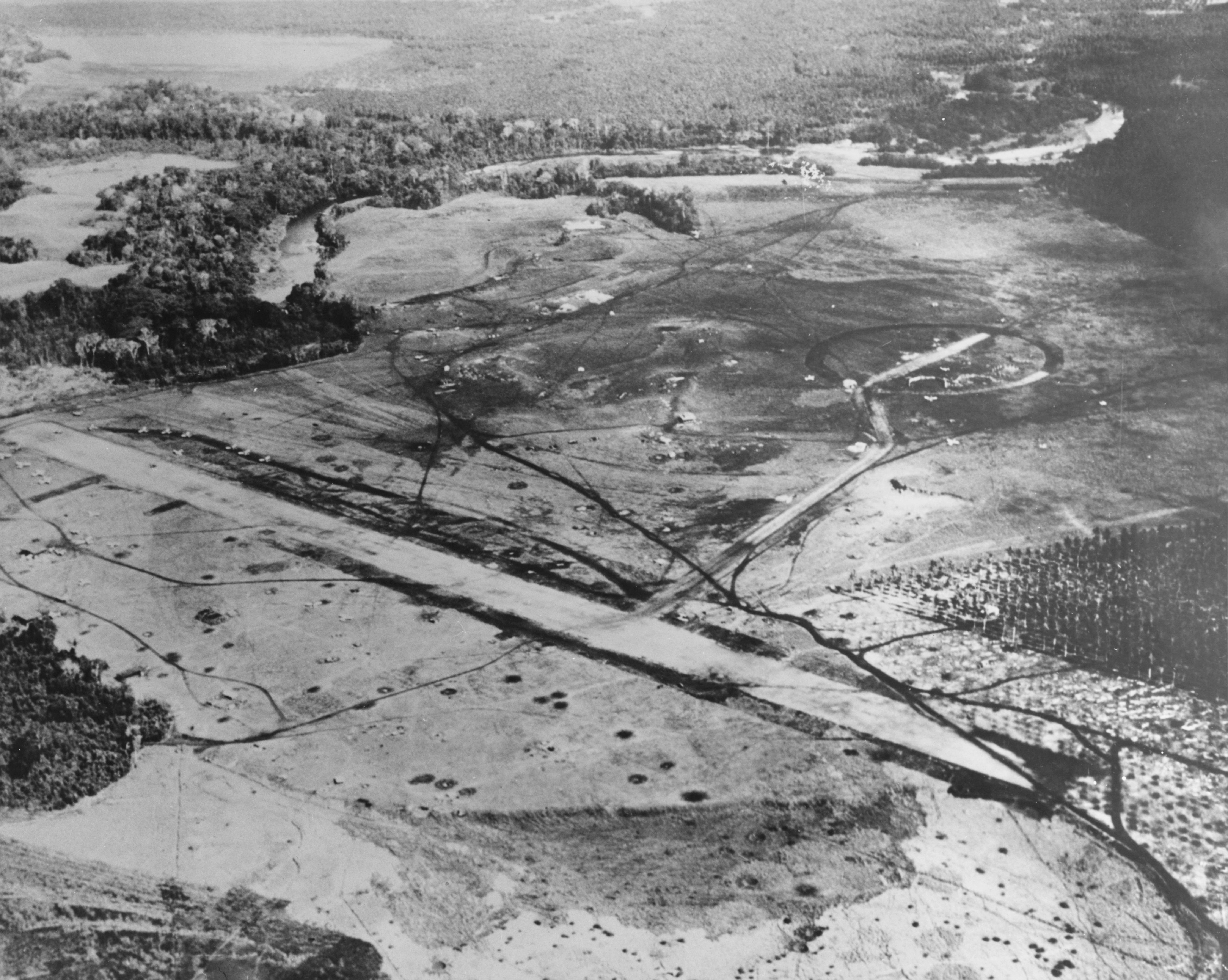
Vue aérienne de Henderson Field sur Guadalcanal à la fin du mois d'août 1942.

La première tentative japonaise pour reprendre Henderson Field échoua quand une attaque de 917 hommes fut repoussée lors de la bataille de Tenaru le 21 août et une seconde les 12 et 14 septembre échoua avec de lourdes pertes.
Le 14 octobre, deux cuirassés japonais réalisèrent un bombardement nocturne d'Henderson Field qui détruisit une grande partie des appareils et des équipements. Cela permit aux Japonais de mettre en place un important convoi de transport classique qui achemina 15 000 hommes supplémentaires ainsi que leur équipement lourd. Les Américains réparèrent néanmoins rapidement les dégâts et remplacèrent les appareils détruits de la base aérienne qui redevint opérationnelle durant les semaines qui suivirent.
Les troupes japonaises renforcées tentèrent à nouveau de reprendre l'île entre le 20 et le 26 octobre mais elles furent encore une fois repoussées avec des pertes importantes lors de la bataille d'Henderson Field. Dans le même temps, le vice-amiral Nagumo, commandant de la 3e Flotte, durant la bataille des îles Santa Cruz, réussit à contraindre l'USS Enterprise, endommagé, à se replier, et à couler l'USS Hornet. La flotte japonaise avait cependant subi de lourdes pertes et dut rentrer à Truk et à Rabaul, et envoyer ses porte-avions au Japon pour y être ravitaillés et rééquipés.

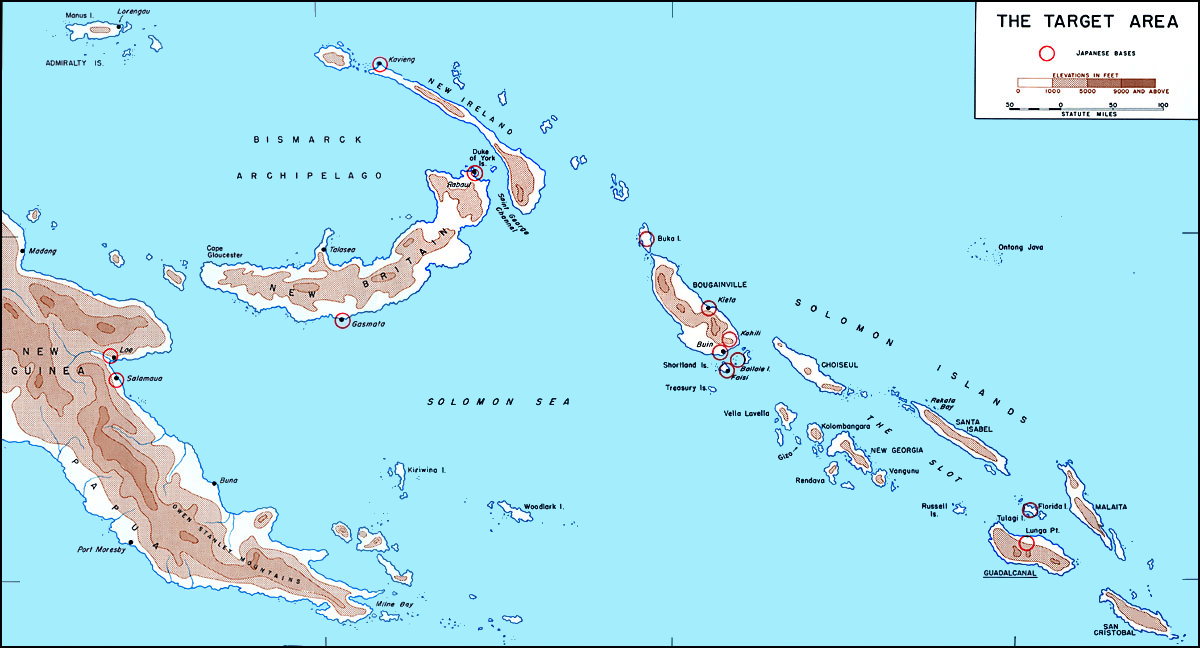
Carte des îles Salomon. Le détroit de Nouvelle-Géorgie (The Slot) passe au centre des îles de Bougainville et Shortlands au nord jusqu'à Guadalcanal au sud.

L'armée japonaise planifia une autre attaque sur Guadalcanal en novembre 1942 mais de nouveaux renforts étaient nécessaires avant qu'elle ne soit lancée. L'armée demanda le soutien de la Marine impériale pour acheminer les renforts sur l'île et soutenir l'offensive prévue. L'amiral Yamamoto fournit 11 grands navires de transport pour transporter 7 000 soldats de la 38e division d'infanterie, leurs munitions, leur ravitaillement et leurs équipements lourds de Rabaul à Guadalcanal. Il assigna également une force navale de soutien, qui est allée relâcher à l'atoll d'Ontong Java et qui comprenait deux cuirassés rapides. Ces derniers, le Hiei et le Kirishima, étaient équipés de projectiles à fragmentation spéciaux afin de détruire Henderson Field dans la nuit du 12 au 13 novembre pour permettre au lent convoi d'atteindre Guadalcanal. Cette flotte de bombardement était commandée par le vice-amiral Hiroaki Abe récemment promu à bord du Hiei.
Même s'ils disposaient d'une certaine supériorité aérienne, les Alliés avaient cependant des difficultés pour ravitailler et renforcer leurs forces du fait de la menace des Japonais sur mer et dans les airs. Au début du mois de novembre 1942, les renseignements militaires alliés apprirent que les Japonais préparaient une nouvelle attaque. Les États-Unis déployèrent alors un large convoi de ravitaillement et de renforts commandé par le contre-amiral Richmond K. Turner le 11 novembre. Ces navires étaient escortés par deux forces opérationnelles commandées par les contre-amiraux Daniel J. Callaghan et Norman Scott et protégés par les appareils de la CAF basés à Guadalcanal,. Les transports furent attaqués à plusieurs reprises les 11 et 12 novembre près de Guadalcanal par des appareils japonais basés à Buin sur l'île de Bougainville mais ils débarquèrent leur chargement sans avoir subi de dégâts importants. Douze appareils japonais furent abattus par les canons antiaériens des navires américains ou par les chasseurs basés à Henderson Field.

## Première bataille navale de Guadalcanal: 13 novembre

### Prélude

Carte de Guadalcanal

La flottille d'Abe se rassembla à l'est de l'île Santa Isabel et se mit en route vers Guadalcanal le 12 novembre avec une arrivée estimée le matin du 13 novembre. Le convoi de transport plus lent escorté par 12 destroyers sous le commandement de Raizō Tanaka commença son avancée dans le détroit de Nouvelle-Géorgie et devait arriver dans la nuit du 13. En plus des croiseurs de bataille Hiei (le navire amiral d'Abe) et Kirishima, la flottille d'Abe comprenait le croiseur léger Nagara et 11 destroyers (Samidare, Murasame, Asagumo, Teruzuki, Amatsukaze, Yukikaze, Ikazuchi, Inazuma, Akatsuki, Harusame et Yudachi. Trois autres destroyers (Shigure, Shiratsuyu et Yugure) fournissaient une arrière-garde dans les îles Russell durant la progression d'Abe près de l'île de Savo dans ce qui fut surnommé l'Ironbottom Sound (« détroit au fond de ferraille ») en raison des affrontements qui eurent lieu dans la zone. Les appareils de reconnaissance américains repérèrent l'approche des navires japonais et en informèrent le commandement allié. Turner détacha alors tous les navires disponibles pour protéger les troupes au sol contre l'attaque japonaise imminente et ordonna à tous les navires de ravitaillement situés à Guadalcanal de quitter l'île au plus tard dans la soirée du 12 novembre. Callaghan était de quelques jours plus ancien que le plus expérimenté Scott et il fut par conséquent placé à la tête de l'ensemble des opérations. Turner et les navires de transport arrivèrent sains et saufs à Espiritu Santo le 15 novembre.
Callaghan prépara sa force pour affronter les Japonais dans le détroit pendant la nuit. Celle-ci comprenait deux croiseurs lourds (USS San Francisco et USS Portland), trois croiseurs légers (USS Helena, USS Juneau et USS Atlanta) et huit destroyers (USS Cushing, USS Laffey, USS Sterett, USS O'Bannon, USS Aaron Ward, USS Barton, USS Monssen et USS Fletcher). L'amiral Callaghan commandait depuis l'USS San Francisco.
Durant leur approche de Guadalcanal, les forces japonaises franchirent un important grain ce qui, associé à une formation complexe et aux ordres contradictoires d'Abe, entraîna la dislocation de la formation en plusieurs groupes. Dans le même temps, les forces américaines formant une colonne avec les destroyers à l'avant et à l'arrière et les croiseurs au centre progressaient dans l'Ironbottom Sound. Cinq navires disposaient du nouveau radar SG bien supérieur mais aucun ne se trouvait à l'avant de la colonne et le navire amiral de Callaghan n'en possédait pas non plus. Callaghan ne fournit pas non plus de plan de bataille à ses capitaines.

### Combat

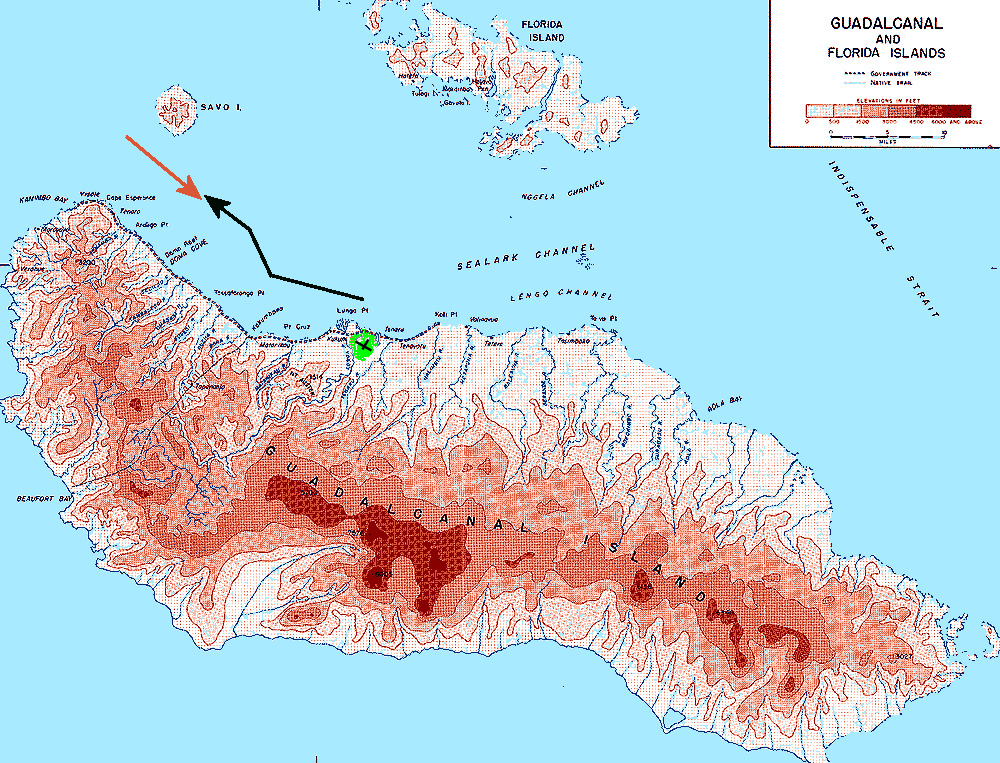
Trajets approximatifs de la force japonaise d'Abe (ligne rouge) et de la force américaine de Callaghan (ligne noire) dans le « détroit au fond de ferraille » entre l'île de Savo, le cap Espérance et Lunga Point sur Guadalcanal le 13 novembre. Le rond vert indique l'emplacement d'Henderson Field.

À environ 1 h 25 le 13 novembre, dans une obscurité presque totale du fait du mauvais temps et de la nouvelle lune, les navires japonais entrèrent dans le détroit entre l'île de Savo et Guadalcanal et se préparèrent à bombarder Henderson Field avec des obus explosifs spécialement fournis pour cette mission. À la différence des forces navales américaines, les Japonais s'entraînaient intensément de nuit et réalisaient de fréquents exercices de tirs nocturnes et cette expérience fut payante non seulement dans le combat à venir mais également dans plusieurs autres affrontements au large de Guadalcanal dans les mois qui suivirent.
Plusieurs navires américains repérèrent les navires japonais grâce à leurs radars à partir de 1 h 24 mais des problèmes techniques ou l'inexpérience des opérateurs ralentirent la transmission. Un message fut envoyé et reçu mais Callaghan était peu familiarisé avec le radar et en particulier avec sa précision. Il perdit encore plus de temps en essayant en vain de concilier les distances et les positions fournies par le radar avec les données visuelles limitées en particulier parce que l'opérateur radar donnait des informations sur des navires hors de vue et que Callaghan essayait de coordonner la bataille depuis la passerelle et non depuis une salle de commandement. Les analyses réalisées après la bataille permirent de mieux former les équipages et de créer des salles de commandement modernes qui devinrent la norme à partir de 1943.
Quelques minutes plus tard, les deux flottes se repérèrent presque simultanément mais les deux amiraux hésitèrent avant de se lancer dans la bataille. Abe était apparemment surpris de la proximité des navires américains et il devait choisir entre retirer momentanément ses cuirassés pour qu'ils préparent leurs munitions anti-navires ou continuer la mission de bombardement avec les munitions explosives ; il choisit de continuer,. Callaghan a semble-t-il cherché à barrer le T à la flotte japonaise comme Scott avait fait au cap Espérance mais, perturbé par les informations incomplètes qu'il recevait et parce que la flotte japonaise était divisée en plusieurs groupes dispersés, il donna des ordres confus à ses navires et mit trop de temps à agir.
La formation américaine commença à se déliter et cela retarda encore plus l'ordre de tir de Callaghan car il cherchait d'abord à regrouper ses navires. Pendant ce temps, les deux formations commencèrent à se mélanger avec les capitaines des navires des deux camps attendant anxieusement la permission d'ouvrir le feu.

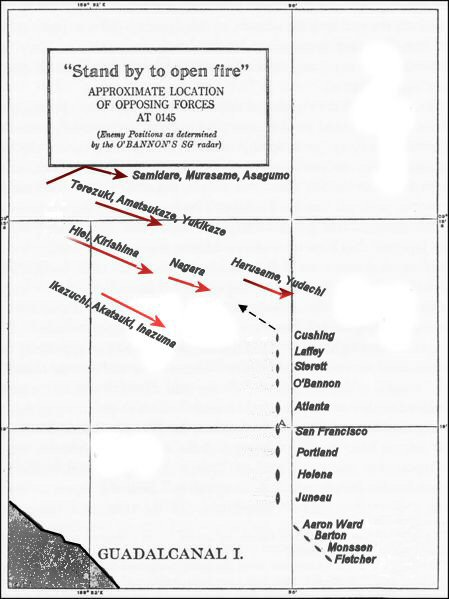
Position des navires japonais et américains à le 13 novembre. Les deux flottes ouvrirent le feu à alors que les formations des deux adversaires s'entremêlaient et l'affrontement se transforma en une mêlée confuse.

#### Premières salves
À 1 h 48, l'Akatsuki et le Hiei allumèrent des projecteurs et illuminèrent l'USS Atlanta à seulement 2 700 m, presque à bout portant pour l'artillerie navale du cuirassé. Plusieurs navires des deux camps ouvrirent simultanément le feu. Réalisant que sa flotte était presque encerclée par les navires japonais, Callaghan ordonna que « les navires impairs tirent à tribord et que les navires pairs tirent à bâbord, ». Le message était déroutant car aucun plan préliminaire n'avait assigné de tels numéros aux navires et comme la formation était chaotique, il était difficile de savoir dans quel ordre se trouvaient les navires. La plupart des autres navires américains ouvrirent alors le feu même si plusieurs changèrent rapidement de cible pour respecter l'ordre de Callaghan. L'entremêlement des formations entraîna une mêlée confuse et chaotique où les optiques et l'entraînement japonais au combat nocturne se révélèrent très efficaces. Un officier de l'USS Monssen écrivit par la suite que la bataille ressemblait à une « rixe de bar après que les lumières ont été éteintes ».
Au moins six navires américains dont les USS Laffey, O'Bannon, Atlanta, San Francisco, Portland et Helena tirèrent sur l'Akatsuki qui concentra les tirs du fait de ses projecteurs éclairés. Le destroyer japonais fut touché à plusieurs reprises et coula en quelques minutes,.
Peut-être parce qu'il était le croiseur de tête de la formation américaine, l'USS Atlanta fut pris pour cible par plusieurs vaisseaux japonais dont le Hiei, le Nagara, l'Inazuma et l'Ikazuchi en plus de l'Akatsuki. Les obus causèrent de sévères dégâts et une torpille Type 93 détruisit la salle des machines. L'USS Atlanta dériva dans la ligne de tir de l'USS San Francisco qui lui tira accidentellement dessus. Le contre-amiral Scott fut tué ainsi qu'une grande partie des officiers présents sur la passerelle. Sans propulsion et incapable d'utiliser ses canons, l'USS Atlanta dériva hors de la zone alors que les navires japonais passaient à proximité. Le destroyer américain de tête, l'USS Cushing, se retrouva au centre d'un tir croisé entre plusieurs destroyers japonais ; il subit de gros dégâts et s'immobilisa.
Le croiseur de bataille Hiei, avec ses neuf projecteurs allumés, sa taille imposante et sa trajectoire orientée directement sur la formation américaine devint la cible des tirs de nombreux navires américains. L'USS Laffey passa si près du Hiei qu'il n'évita la collision que de 6 m. Le croiseur ne parvint cependant pas à abaisser suffisamment ses batteries principales et secondaires pour toucher l'USS Laffey mais le destroyer américain balaya les superstructures avec ses canons de 127 mm et ses mitrailleuses et endommagea gravement la passerelle du Hiei. De nombreux officiers furent tués et Abe, blessé, resta en retrait du commandement pour le reste de la bataille. Les USS Sterett et O'Bannon tirèrent également plusieurs salves à courte portée dans les superstructures du Hiei et peut-être une ou deux torpilles dans sa coque qui accrurent les dégâts avant que les deux destroyers ne s'échappent dans les ténèbres.

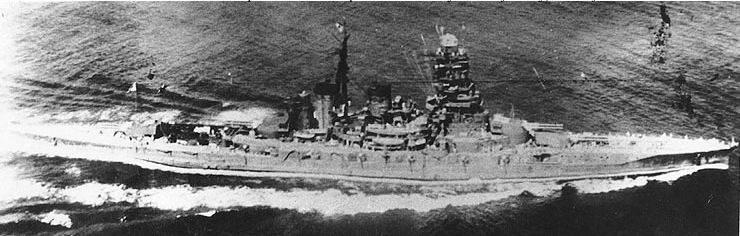
Le croiseur de bataille Hiei en 1942.

Ne pouvant utiliser ses batteries principales et secondaires sur les trois destroyers à proximité, le Hiei orienta alors ses tirs sur l'USS San Francisco qui se trouvait à 2 300 m. Le cuirassé, le Kirishima, l'Inazuma et l'Ikazuchi touchèrent à plusieurs reprises l'USS San Francisco dont la direction fut endommagée. La plupart des officiers de la passerelle furent tués dont le contre-amiral Callaghan et le capitaine Cassin Young. Les premières salves du Hiei et du Kirishima utilisaient les obus à fragmentation destinés au bombardement de l'aérodrome et les dégâts infligés au navire américain furent moins importants ce qui lui évita probablement de couler immédiatement. Ne s'attendant pas à une bataille navale, les équipages des deux cuirassés japonais mirent plusieurs minutes à charger des munitions antiblindage. L'USS San Francisco parvint à s'éloigner temporairement de la mêlée et l'un de ses obus toucha la salle de commande du gouvernail du Hiei qui fut mis hors service. L'USS Helena suivit l'USS San Francisco pour essayer de couvrir son repli.
Soit le Nagara ou les destroyers Teruzuki et Yukikaze approchèrent de l'USS Cushing à la dérive et leurs tirs détruisirent tous ses systèmes,. Incapable de riposter, l'équipage abandonna le navire qui coula quelques heures après. Ayant échappé au Hiei, l'USS Laffey rencontra l'Asagumo, le Murasame, le Samidare et peut-être le Teruzuki,. Les destroyers japonais le pilonnèrent avec leur artillerie et une torpille perça sa quille. Les incendies atteignirent le magasin quelques minutes plus tard et le navire explosa avant de couler.
L'USS Portland, après avoir participé à la destruction de l'Akatsuki, fut touché par une torpille de l'Inazuma ou de l'Ikazuchi, qui causa de graves dégâts à sa poupe. Le navire commença à tourner en rond et ne participa plus à l'affrontement même s'il parvint à tirer quelques salves contre le Hiei.
Le Yudachi et l'Amatsukaze chargèrent indépendamment les cinq destroyers de l'arrière-garde américaine. Deux torpilles de l'Amatsukaze touchèrent l'USS Barton qui sombra immédiatement en emportant une grande partie de son équipage. L'Amatsukaze engagea alors l'USS Juneau qui fut touché par une torpille alors qu'il échangeait des tirs avec le Yudachi. Sévèrement endommagé et privé de propulsion, le navire américain dériva à l'écart des combats.
L'USS Monssen évita l'épave de l'USS Barton et poursuivit sa progression à la recherche de cibles. Il fut repéré par l'Asagumo, le Murasame et le Samidare qui venaient juste de pilonner l'USS Laffey. Criblé par les obus japonais, l'USS Monsenn fut rapidement évacué par son équipage et coula peu de temps après.

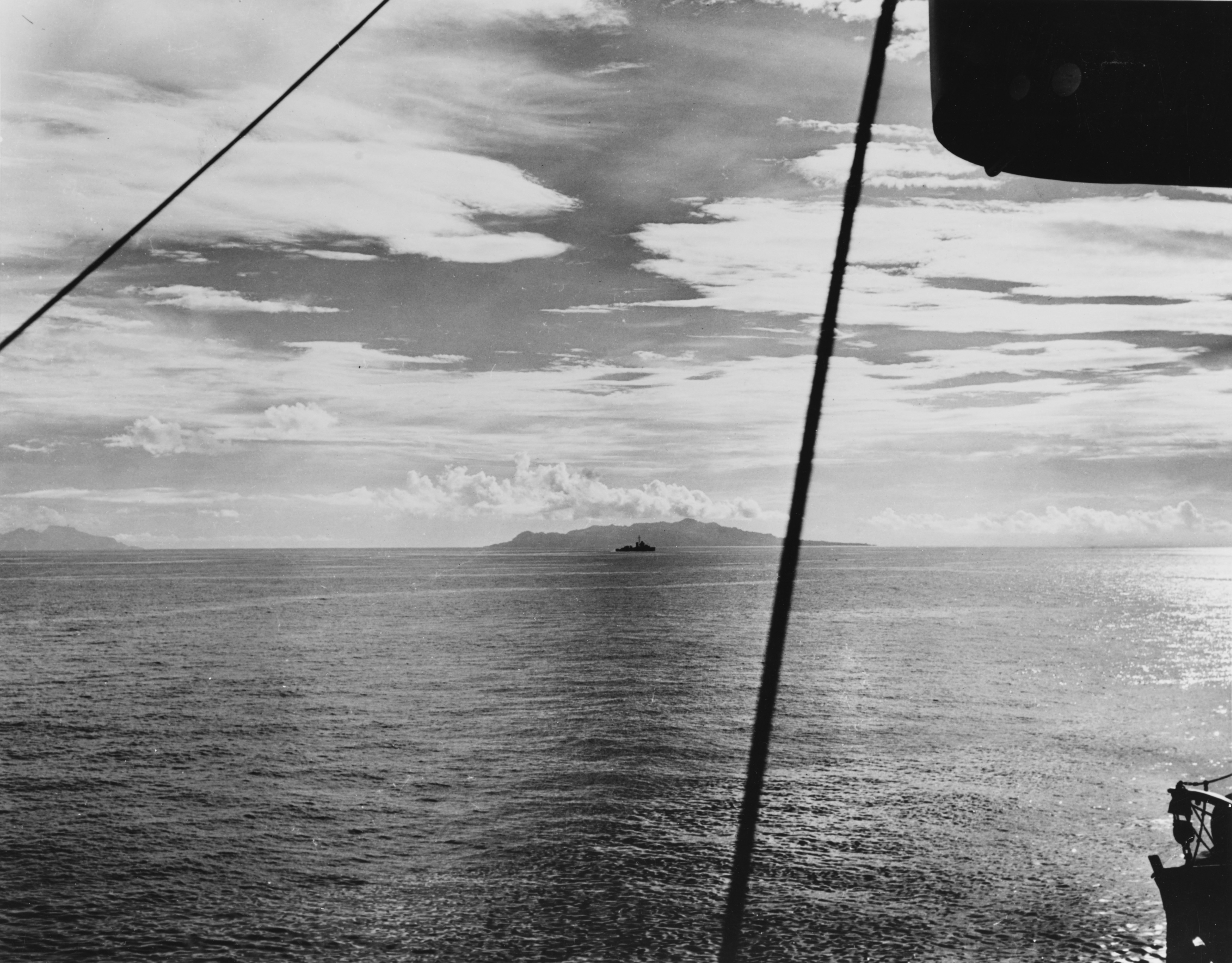
L'Ironbottom Sound. Les combats du 13 novembre eurent lieu dans la zone située entre l'île de Savo (au centre) et Guadalcanal (à gauche).

L'Amatsukaze approcha l'USS San Francsico qui se repliait avec l'intention d'en finir. Il lança quatre torpilles de si près qu'elle refusèrent de s'armer et furent donc inefficaces. Cependant, alors qu'il concentrait ses tirs de canons sur l'USS San Francisco, l'Amatsukaze ne remarqua pas l'approche de l'USS Helena qui tira plusieurs bordées complètes de ses 152 mm à courte portée. Gravement endommagé avec plus de quarante morts, le navire japonais s'échappa grâce à un écran de fumée tandis que l'USS Helena était engagé par l'Asagumo, le Murasame et le Samidare,.
Les USS Aaron Ward et Sterett repérèrent indépendamment le Yudachi qui semblait ignorer l'approche des deux destroyers américains. Le navire japonais fut touché simultanément par les obus et les torpilles des deux vaisseaux et son équipage fut obligé de l'abandonner même s'il ne coula pas immédiatement. Continuant sur sa lancée, l'USS Sterett fut attaqué par surprise par le Teruzuki et fut sévèrement endommagé avant de se replier vers l'est. L'USS Aaron Ward se retrouva dans un duel avec le cuirassé Kirishima et le destroyer fut lourdement endommagé. Il essaya également de se replier vers l'est mais il s'immobilisa rapidement car sa propulsion avait été détruite. Robert Leckie, un marine américain sur Guadalcanal décrivit la bataille :
« Les fusées éclairantes s'élevaient, terribles et rouges. D'immenses traceurs illuminaient la nuit de leurs trajectoires orange… La mer ressemblait à une plaque d'obsidienne polie sur laquelle les navires de guerre immobiles semblaient avoir été posés et se trouvaient au centre de cercles concentriques semblables aux ondes de choc qui se forment quand une pierre est lâchée dans la boue. »

#### Fin des combats
Après presque 40 minutes d'une mêlée brutale, les deux camps s'éloignèrent et les tirs cessèrent à 2 h 26 après qu'Abe et le capitaine Gilbert Hoover (le capitaine de l'USS Helena et l'officier américain survivant le plus gradé à ce moment de la bataille) ordonnèrent à leurs forces respectives de rompre le combat. Du côté japonais, un cuirassé (Kirishima), un croiseur léger (Nagara) et quatre destroyers (Asagumo, Teruzuki, Yukikaze et Harusame) n'avaient subi que des dégâts légers et quatre destroyers (Inazuma, Ikazuchi, Murasame et Samidare) étaient moyennement endommagés. En revanche, seul un croiseur léger (USS Helena) et un destroyer (USS Fletcher) étaient encore en état de combattre du côté américain. Même s'il n'en était pas conscient, Abe avait le champ libre pour bombarder Henderson Field, anéantir les dernières forces navales américaines dans la zone et préparer le débarquement des troupes et du ravitaillement sur Guadalcanal.
Abe choisit cependant, en cet instant décisif, d'abandonner la mission et de quitter la zone. Plusieurs raisons ont été avancées pour expliquer ce choix. La plupart des munitions explosives destinées au bombardement avaient été utilisées dans la bataille et si Henderson Field n'était pas détruit pendant la nuit, les navires japonais seraient vulnérables à une attaque aérienne américaine à l'aube. De même, ses blessures et la perte de nombreux officiers de son état-major ont peut-être affecté le jugement d'Abe qui n'était pas certain du nombre de navires américains mis hors de combat du fait de problèmes de communication avec le Hiei. De plus, sa propre flotte était dispersée et son regroupement en vue de bombarder la base aérienne et de détruire les derniers navires américains dans la zone aurait pris un certain temps. Quelle qu'en soit la raison, Abe ordonna le repli de sa flotte même si le Yukikaze et le Teruzuki restèrent en retrait pour soutenir le Hiei. Le Samidare récupéra les survivants du Yudachi à 3 h avant de rejoindre la retraite vers le nord.

### Suites

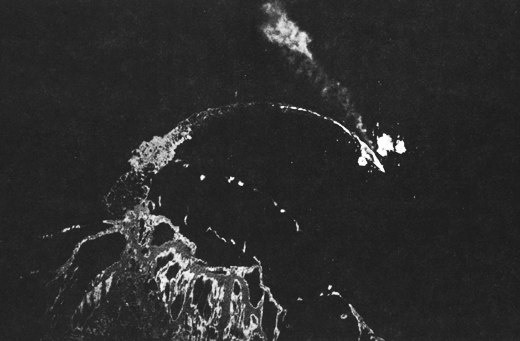
Le Hiei, perdant du carburant, manœuvre pour éviter les bombes des B-17 au nord de l'île de Savo le 13 novembre 1942.

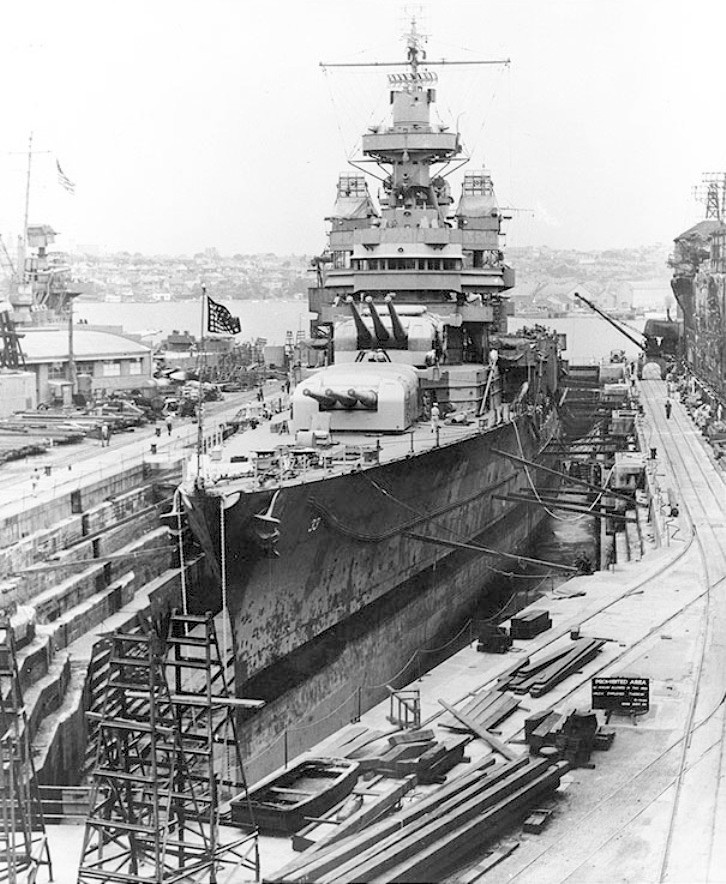
L'USS Portland en réparation en cale sèche à Sydney en Australie un mois après la bataille

À 3 h le 13 novembre, l'amiral Yamamoto annula le débarquement des transports qui retournèrent dans les îles Shortland en attendant de nouveaux ordres. À l'aube, trois navires japonais (Hiei, Yudachi et Amatsukaze) et trois navires américains (USS Portland, USS Atlanta et USS Aaron Ward), tous endommagés, se trouvaient encore à proximité de l'île de Savo. L'Amatsukaze fut attaqué sans résultats par des bombardiers en piqué américains alors qu'il se dirigeait vers Truk. La coque abandonnée du Yudachi fut coulée par l'USS Portland dont les canons fonctionnaient encore malgré la destruction des autres systèmes du navire. Le dragueur de mines USS Bobolink patrouilla dans la zone tout au long du 13 novembre pour soutenir les navires américains endommagés, récupérer les survivants américains, et, selon certains sources, abattre les survivants japonais.
Le Hiei fut attaqué à plusieurs reprises par des bombardiers-torpilleurs TBF Avenger d'Henderson Field, des TBF et des bombardiers en piqué SBD Dauntless du porte-avions USS Enterprise qui avait quitté Nouméa le 11 novembre et par des B-17 Flying Fortress de l'USAAF basés à Espiritu Santo. Abe, qui avait été transféré à bord du Yukikaze à 8 h 15, ordonna au Kirishima de remorquer le Hiei mais la tentative fut annulée du fait de la menace des sous-marins américains et de l'innavigabilité grandissante du Hiei. Après de nouvelles attaques aériennes, le Hiei coula au nord-ouest de l'île de Savo, peut-être après avoir été sabordé par son équipage, dans la soirée du 13 novembre,.
Les USS Portland, San Francisco, Aaron Ward, Sterett et O'Bannon parvinrent à rejoindre les bases navales américaines pour y être réparés. L'USS Atlanta coula cependant près de Guadalcanal à 20 h le 13 novembre. Ayant quitté les Salomon avec les USS San Francisco, Helena, Sterret et O'Bannon plus tard dans la journée, l'USS Juneau fut torpillé par le sous-marin japonais I-26 et après une immense explosion, le navire coula en quelques secondes. Considérant qu'il n'y avait aucun survivant, les autres navires de la formation poursuivirent leur route. En réalité, près d'une centaine d'hommes sur les 697 membres d'équipage avaient survécu et restèrent en mer pendant huit jours avant que les secours n'arrivent. Seuls dix marins échappèrent aux conditions climatiques et aux attaques de requins et parmi les morts figuraient les cinq frères Sullivan.
Cinq Medal of Honor furent attribuées : l'amiral Norman Scott (tué à bord de l'USS Atlanta) et quatre officiers et sous-officiers à bord de l'USS San Francisco, Daniel J. Callaghan (posthume, amiral), Bruce McCandless, Herbert Emery Schonland (en) et Reinhardt J. Keppler (en) (posthume).
Du fait de la nature confuse de la bataille, les Américains pensaient avoir coulé sept navires japonais, et comme ces derniers s'étaient repliés, ils considéraient qu'ils avaient remporté une grande victoire. Ce ne fut qu'après la guerre qu'ils apprirent que cela avait été une sévère défaite tactique.
La plupart des historiens considèrent cependant que la décision d'Abe de se retirer transforma cette défaite tactique en victoire stratégique américaine, car Henderson Field resta opérationnel et ses appareils purent empêcher l'approche des transports japonais,. Les Japonais avaient de plus manqué l'occasion d'éliminer complètement les forces navales américains de la zone. Selon certains sources, Yamamoto était furieux et il releva Abe de son commandement avant d'organiser plus tard sa mise à la retraite forcée. Il semble cependant que Yamamoto était plus irrité par la perte d'un de ses cuirassés que par l'abandon de la mission de bombardement et la non-destruction des forces américaines. Peu avant midi, Yamamoto ordonna au vice-amiral Nobutake Kondō, commandant la 2e Flotte à Truk, de former une nouvelle force de bombardement organisée autour du Kirishima et d'attaquer Henderson Field dans la nuit du 14 au 15 novembre.
Avec le naufrage de l'USS Juneau, les pertes américaines s'élevaient à 1 439 tués, tandis que les Japonais déploraient entre 550 et 800 morts. L'historien Richard B. Frank écrivit :
« La férocité, la faible distance et la confusion de cet affrontement sont sans équivalents parmi les combats de la guerre. Le résultat ne fut cependant pas décisif. Le sacrifice de Callaghan et de sa flotte ont permis d'obtenir une nuit de répit pour Henderson Field. Il avait retardé et non stoppé le débarquement d'importants renforts japonais et la plus grande partie de la Flotte combinée [japonaise] n'était pas encore entrée en action. »

## Autres affrontements: 13-14 novembre

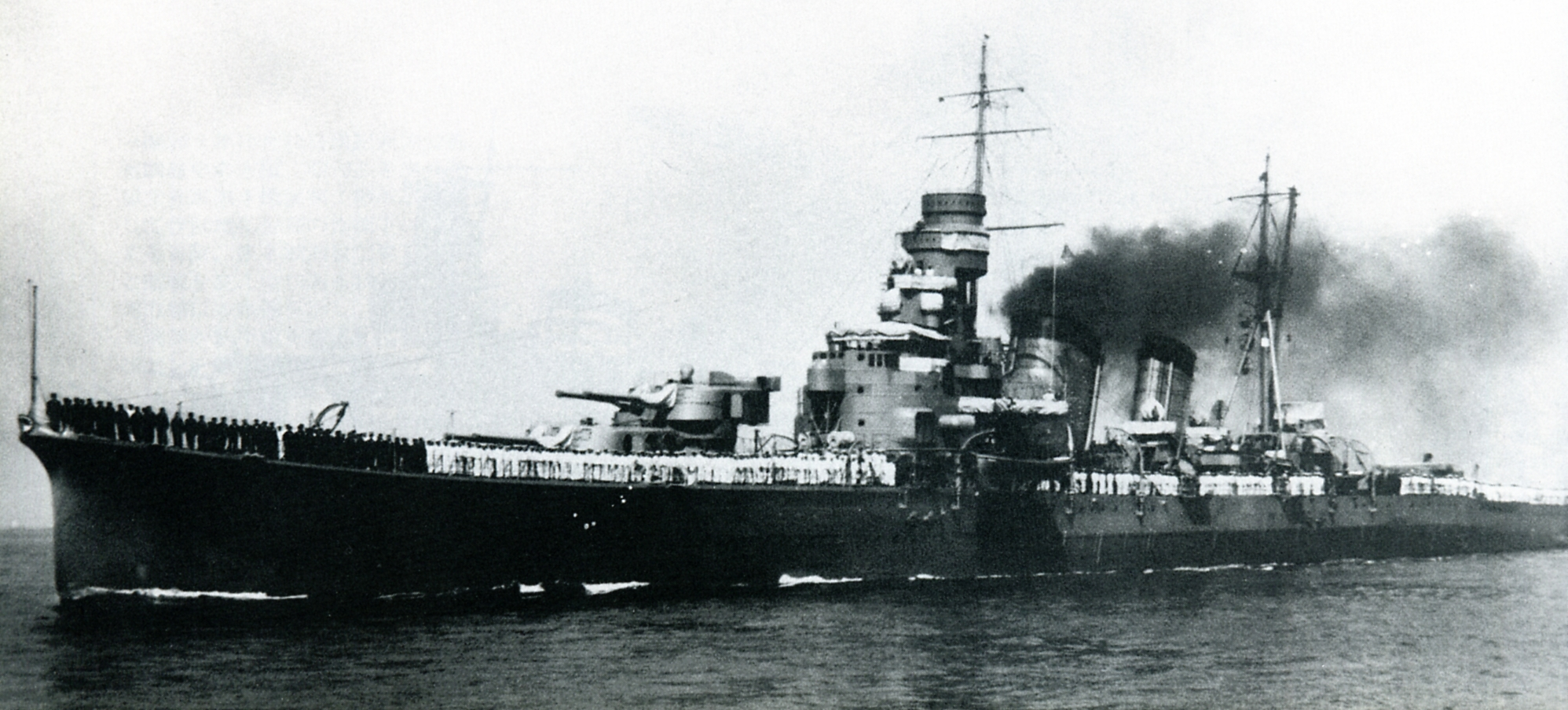
Le croiseur lourd Kinugasa en 1927

Même si le convoi à destination de Guadalcanal avait été retardé, Tanaka et les onze navires de transports reprirent leur voyage dans l'après-midi du 13 novembre. Une flottille de croiseurs japonais appartenant à la 8e flotte, basée à Rabaul et initialement assignée à la protection du déchargement des transports dans la soirée du 13 novembre, reçut l'ordre de reprendre la mission de bombardement abandonnée par Abe. Le cuirassé Kirishima, après avoir abandonné ses efforts pour remorquer le Hiei, mit le cap au nord entre les îles Santa Isabel et Malaita pour rejoindre les croiseurs de la mission de bombardement.
La flottille de croiseurs de la 8e Flotte commandée par le vice-amiral Gunichi Mikawa comprenait les croiseurs lourds Chōkai, Kinugasa, Maya, et Suzuya, les croiseurs légers Isuzu et Tenryū et six destroyers. La flottille de Mikawa parvint à rejoindre la zone de Guadalcanal sans opposition car la flotte américaine s'était retirée. Le Suzuya et le Maya commandés par le contre-amiral Shōji Nishimura bombardèrent Henderson Field tandis que le reste de la flotte de Mikawa croisait à proximité de l'île de Savo pour s'opposer à une possible attaque américaine. Les 35 minutes de bombardement causèrent des dégâts aux installations et aux appareils américains mais la base aérienne resta opérationnelle,. La flottille de croiseurs cessa le bombardement vers 2 h 30 le 14 novembre et mit le cap sur Rabaul en passant au sud de l'île de Nouvelle-Géorgie.

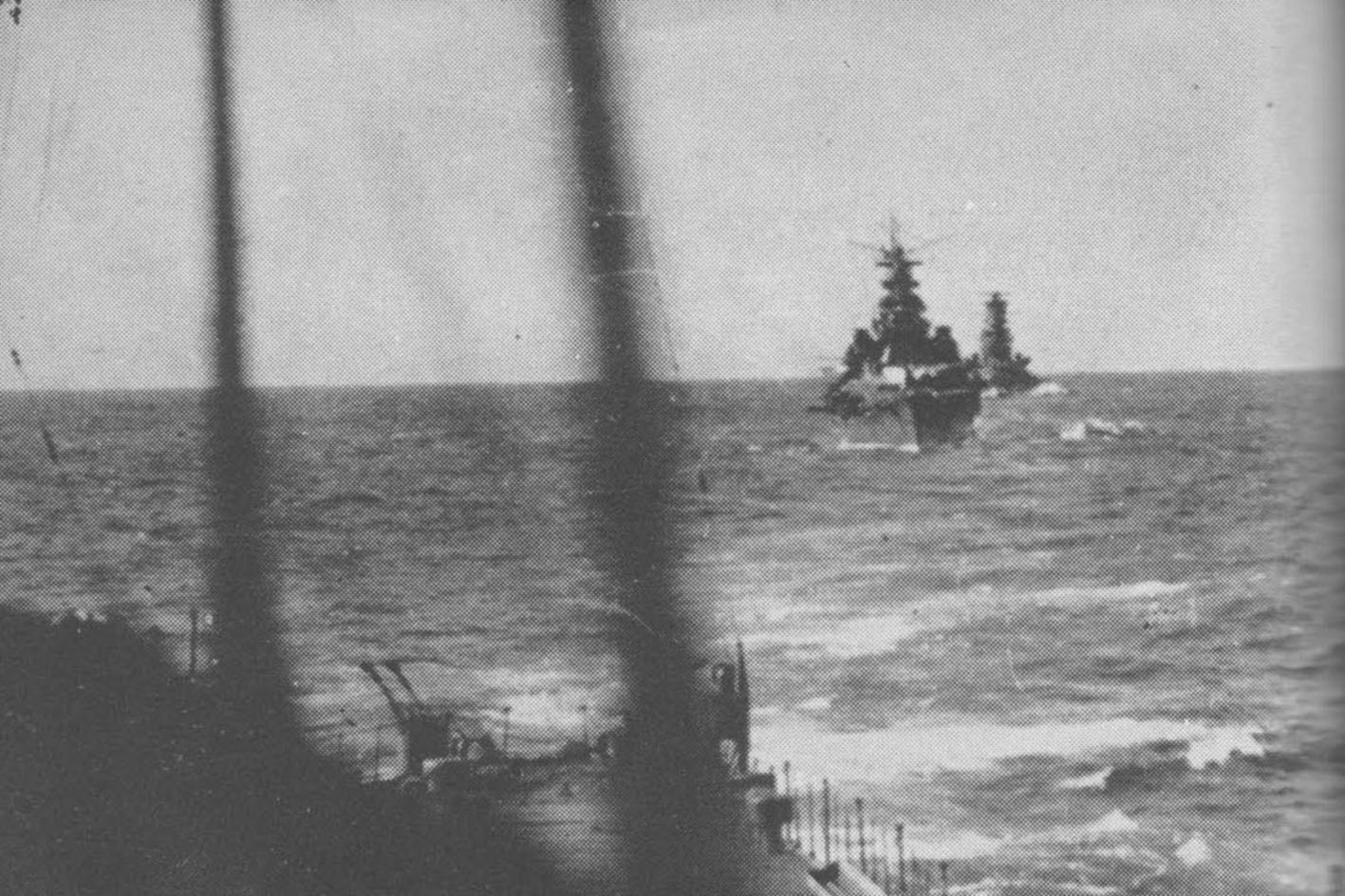
Le groupe de bombardement de Kondō en route vers Guadalcanal le 14 novembre. Photographie prise depuis l', montrant le, et le Kirishima.

Au lever du jour, les appareils basés à Henderson Field et sur l'USS Enterprise, stationné à environ 370 km au sud de Guadalcanal, attaquèrent la flottille de Mikawa puis le groupe des navires de transports. Le naufrage du Kinugasa coûta la vie à 511 marins et le Maya endommagé fut renvoyé au Japon pour y être réparé,. Six navires de transport japonais furent coulés par les avions américains et un autre, endommagé, fit demi-tour mais coula par la suite. 450 soldats japonais furent tués, les survivants du convoi étant secourus par les destroyers de l'escorte et retournant dans les îles Shortland. Le reste du convoi, soit quatre navires de transport et quatre destroyers, poursuivit sa route vers Guadalcanal dans la soirée du 14 novembre mais s'arrêta à l'ouest de Guadalcanal pour attendre la fin de l'affrontement naval (chapitre suivant),.
Le groupe de Kondō se rassembla à Ontong Java dans la soirée du 13 novembre, avant de revenir en arrière pour se ravitailler hors de portée des appareils de Henderson Field dans la matinée du 14 novembre. Le sous-marin américain USS Trout suivit le Kirishima mais sans parvenir à l'attaquer durant son ravitaillement. La flotte de bombardement continua vers le sud et fut bombardée par les appareils américains dans l'après-midi du 14 novembre ; le sous-marin USS Flying Fish tira sans résultat cinq torpilles sur le groupe japonais mais transmit sa position par radio,.

## Seconde bataille navale de Guadalcanal: 14-15 novembre

### Prélude

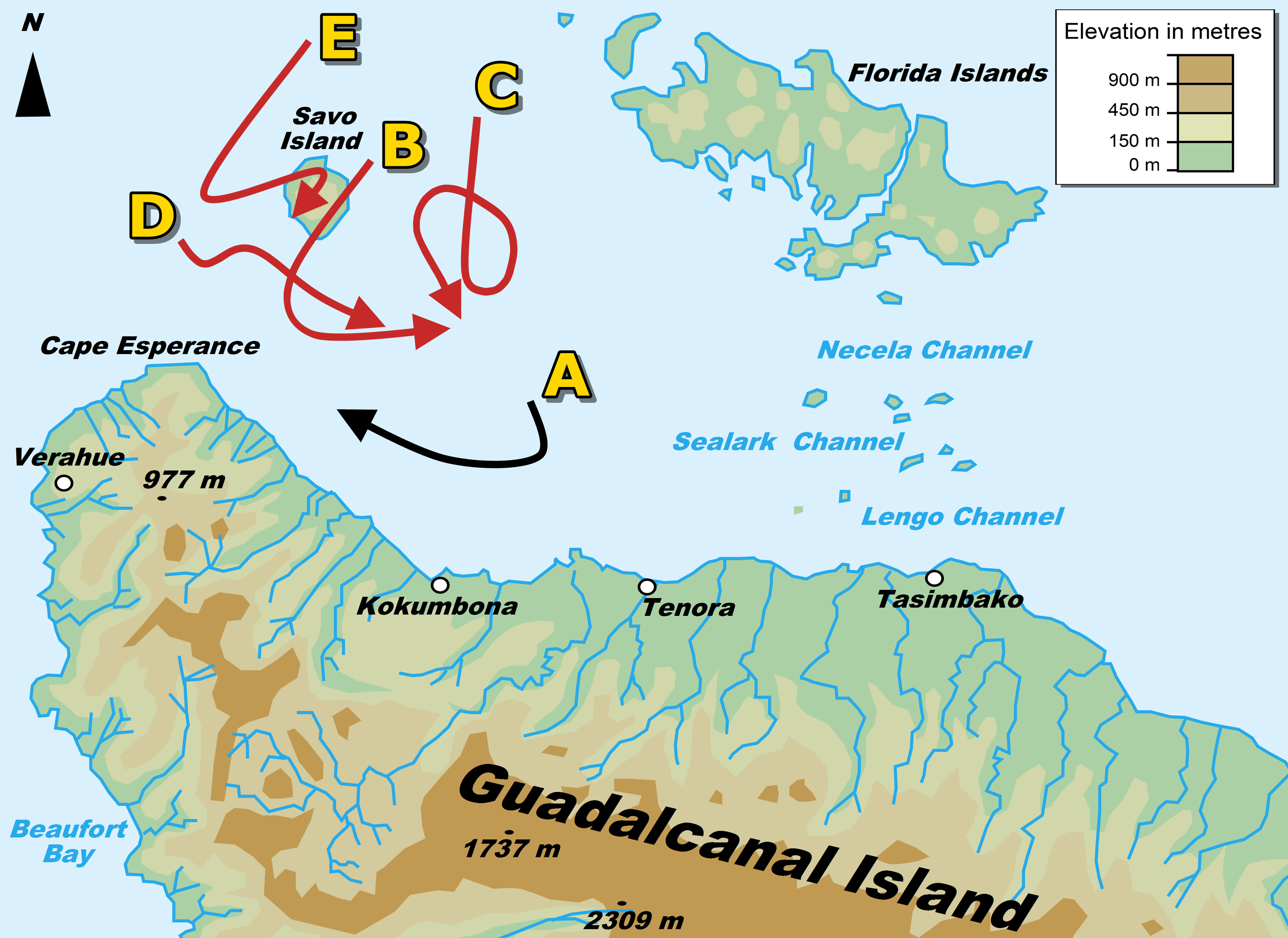
Première phase de l'engagement, -, 14 novembre. Les lignes rouges montrent les déplacements des navires japonais et les noires ceux des navires américains.

La flottille de Kondō approcha de Guadalcanal en passant au large de l'île de Savo vers minuit le 14 novembre tandis qu'une demi-lune offrait une visibilité d'environ 7 km. La flotte comprenait le cuirassé Kirishima, les croiseurs lourds Atago et Takao, les croiseurs légers Nagara et Sendai et neuf destroyers dont certains avaient participé au premier engagement nocturne deux jours auparavant. Kondō prit l'Atago comme navire amiral,. Manquant de navires en état de combattre, l'amiral William F. Halsey détacha les nouveaux cuirassés USS Washington et USS South Dakota de la force opérationnelle de l'USS Enterprise avec quatre destroyers sous le commandement du vice-amiral Willis Augustus Lee pour défendre Guadalcanal et Henderson Field. Ce soutien était cependant limité car les cuirassés n'opéraient ensemble que depuis quelques jours et que les destroyers provenaient de quatre groupes différents et avaient uniquement été choisis car ils étaient les mieux ravitaillés parmi les navires disponibles. La flotte américaine arriva dans l'Ironbottom Sound dans la soirée du 14 novembre et commença à patrouiller autour de l'île de Savo. Les navires américains formaient une colonne avec les quatre destroyers à l'avant et les deux cuirassés à l'arrière. À 22 h 55 le 14 novembre, les radars des USS South Dakota et Washington repérèrent les navires japonais en approche près de l'île de Savo à une distance de 18 000 m.

### Combat
Kondō divisa sa force en plusieurs groupes dont celui commandé par Shintarō Hashimoto avec le croiseur Sendai et les destroyers Shikinami et Uranami (« C » sur les cartes) qui devait patrouiller au sud-ouest de l'île de Savo pour repérer les navires alliés. Les navires japonais localisèrent la force de Lee vers 23 h même si Kondō identifia à tort les cuirassés comme étant des croiseurs. Kondō ordonna au groupe d'Hashimoto renforcé par le Nagara et quatre destroyers (« D » sur les cartes) d'engager la flottille américaine avant de faire entrer la force de bombardement composée du Kirishima et des croiseurs lourds (« E » sur les cartes) dans l'Ironbottom Sound. Les navires américains (« A » sur les cartes) repérèrent au radar la flotte du Sendai mais sans détecter les autres bâtiments japonais. Les deux cuirassés américains utilisèrent les données radars pour ouvrir le feu sur le groupe du Sendai à 23 h 17. Les navires japonais ne furent pas touchés et ils sortirent du champ des radars américains.

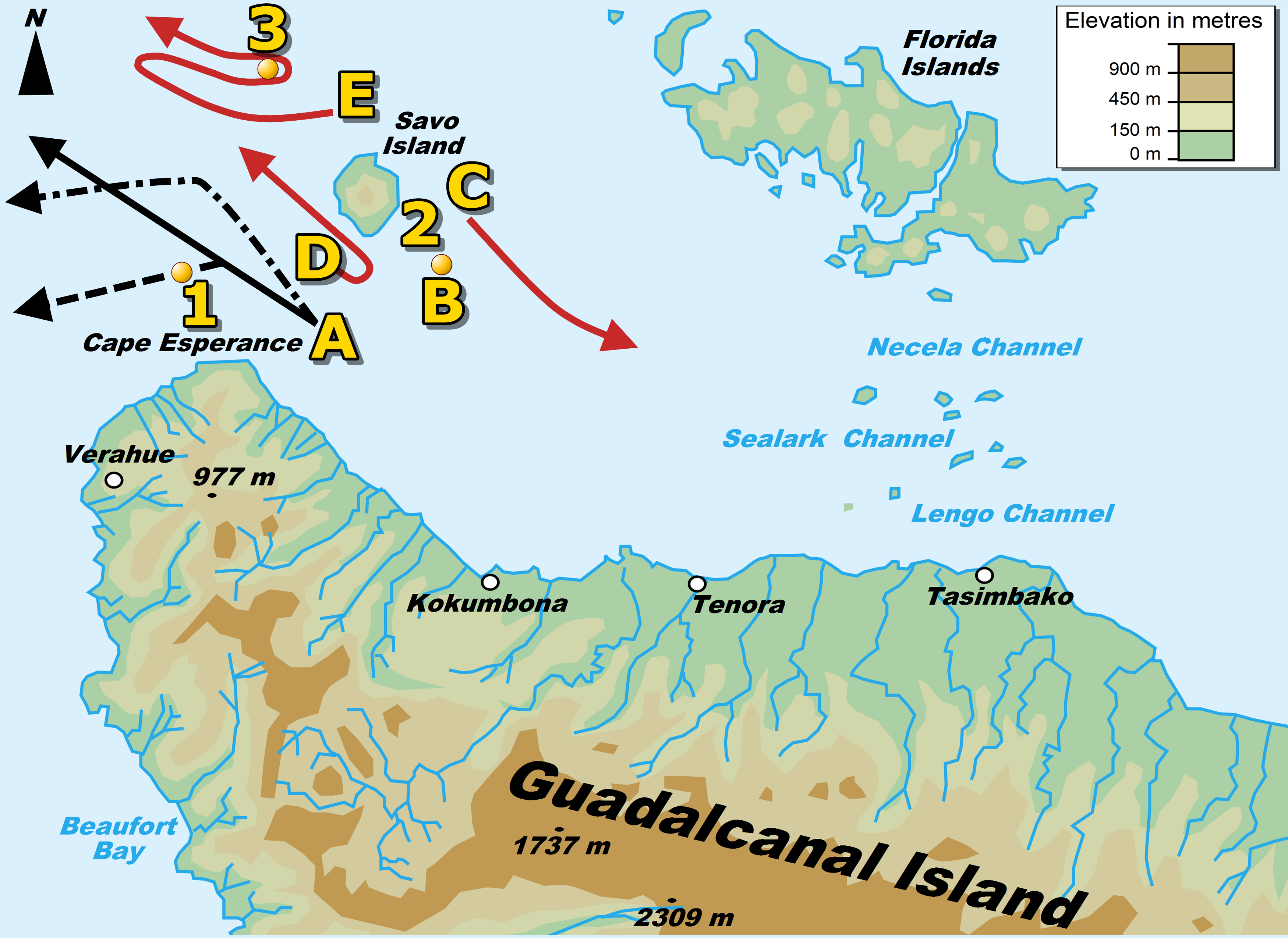
Seconde phase de l'engagement, -. Les lignes rouges montrent les déplacements des navires japonais et les noires ceux des navires américains. Les points jaunes indiquent l'emplacement des navires coulés.

Dans le même temps, les quatre destroyers de l'avant-garde américaine engagèrent l'Ayanami et le groupe du Nagara à 23 h 22. Le Nagara et ses destroyers d'escorte répliquèrent avec des tirs d'artillerie et de torpilles précis ; les destroyers USS Walke et USS Preston furent touchés et coulèrent en moins de dix minutes emportant avec eux près de 200 marins. La proue du destroyer USS Benham fut arrachée par une torpille et le navire coula le lendemain après avoir essayé de se replier tandis que l'USS Gwin fut mis hors-combat par la destruction de sa salle des machines. Les destroyers américains avaient cependant joué leur rôle d'écran pour les cuirassés en subissant l'impact du contact avec l'ennemi. Lee ordonna le repli des USS Benham et Gwin à 23 h 48.
L'USS Washington passa dans la zone encombrée par les épaves des destroyers américains et tira sur l'Ayanami avec son artillerie secondaire. Juste derrière lui, l'USS South Dakota rencontra plusieurs problèmes électriques qui mirent hors-service son radar, ses radios et la plupart de ses batteries. Il continua néanmoins de suivre l'USS Washington vers le côté occidental de l'île de Savo jusqu'à 23 h 35 lorsque l'USS Washington vira sur bâbord pour passer au sud des destroyers en feu. L'USS South Dakota essaya de le suivre mais il dut virer à tribord pour éviter l'USS Benham ce qui plaça le cuirassé devant les épaves en feu et sa silhouette se détachant sur les flammes en faisait une cible facile pour les Japonais.
Ayant appris la destruction des destroyers américains, Kondō orienta sa force de bombardement vers Guadalcanal en croyant que la flotte américaine avait été anéantie. Les flottes japonaise et américaine avançaient donc droit l'une sur l'autre.
Presque aveugle et incapable d'utiliser efficacement son artillerie, l'USS South Dakota fut illuminé par les projecteurs et attaqué par la plupart des navires japonais à partir de minuit le 15 novembre. Même s'il parvint à toucher le Kirishima à plusieurs reprises, l'USS South Dakota reçut 25 obus de moyen calibre et un de gros calibre, dont certains n'explosèrent pas, qui détruisirent complètement les communications du navire et incendièrent une partie des superstructures. Toutes les torpilles passèrent néanmoins à côté. Le vice-amiral Lee décrivit les effets de l'artillerie japonaise sur son navire comme ayant « rendu l'un de nos nouveaux cuirassés sourd, muet, aveugle et impotent ». 39 marins furent tués et 59 autres blessés à bord de l'USS South Dakota qui s'éloigna de la zone des combats à 0 h 17 sans en informer le vice-amiral Lee même si les vigies japonaises notèrent le mouvement,.

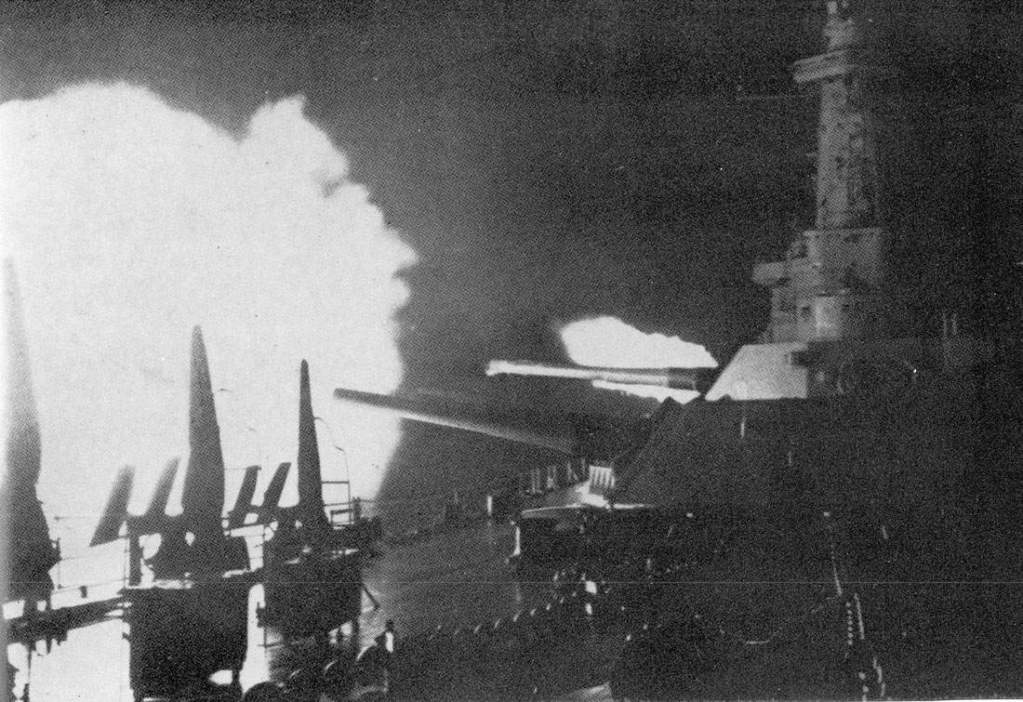
L'USS Washington tire sur le Kirishima durant l'affrontement du 15 novembre.

Les Japonais continuèrent de concentrer leurs tirs sur l'USS South Dakota mais aucun ne repéra l'USS Washington approchant à moins de 8 200 m. L'USS Washington suivait au radar une large cible (le Kirishima) mais ne tira pas de peur que cela soit l'USS South Dakota. L'USS Washington n'avait en effet pas suivi les mouvements de l'USS South Dakota car il se trouvait dans un angle mort du radar et Lee ne pouvait pas le joindre par radio pour lui demander sa position. Lorsque les Japonais illuminèrent et ouvrirent le feu sur l'USS South Dakota, tous les doutes sur l'identité des navires furent levés. Depuis sa position rapprochée, l'USS Washington ouvrit le feu et toucha le Kirishima avec au moins neuf obus de ses batteries principales et presque 40 de ses canons secondaires. Le cuirassé japonais fut sévèrement endommagé et prit feu ; sa coque fut percée sous la ligne de flottaison et son gouvernail endommagé le fit tourner en cercle de manière incontrôlable sur tribord.
À 0 h 25, Kondō ordonna à tous les navires disponibles de se rassembler et de détruire tous les navires américains restants. Les navires japonais ignoraient cependant où se trouvait l'USS Washington et les autres navires américains avaient déjà quitté la zone de la bataille. L'USS Washington mit le cap au nord-ouest vers les îles Russell pour éloigner la flotte japonaise de Guadalcanal et de l'USS South Dakota endommagé. Les navires japonais repérèrent finalement l'USS Washington et lancèrent plusieurs torpilles contre le navire mais son équipage parvint à les éviter et à ne pas s'échouer dans les eaux peu profondes. Finalement, considérant que le chemin était dégagé pour le convoi des navires de transports japonais, Kondō ordonna à ses navires restant de rompre le combat et de quitter la zone vers 1 h 04, ce que la plupart des navires japonais avaient fait à 1 h 30.

### Suites
Le Kirishima chavira et l'Ayanami fut sabordé. Ils coulèrent vers 3 h 25 le 15 novembre. L'Uranami récupéra les survivants de l'Ayanami et les destroyers Asagumo, Teruzuki et Samidare récupérèrent ceux du Kirishima,. Au cours de l'engagement, 242 marins américains et 249 japonais avaient été tués. Cet affrontement fut l'un des deux seuls engagements entre cuirassés du théâtre Pacifique de la Seconde Guerre mondiale, l'autre ayant eu lieu dans le détroit de Surigao durant la bataille du golfe de Leyte.

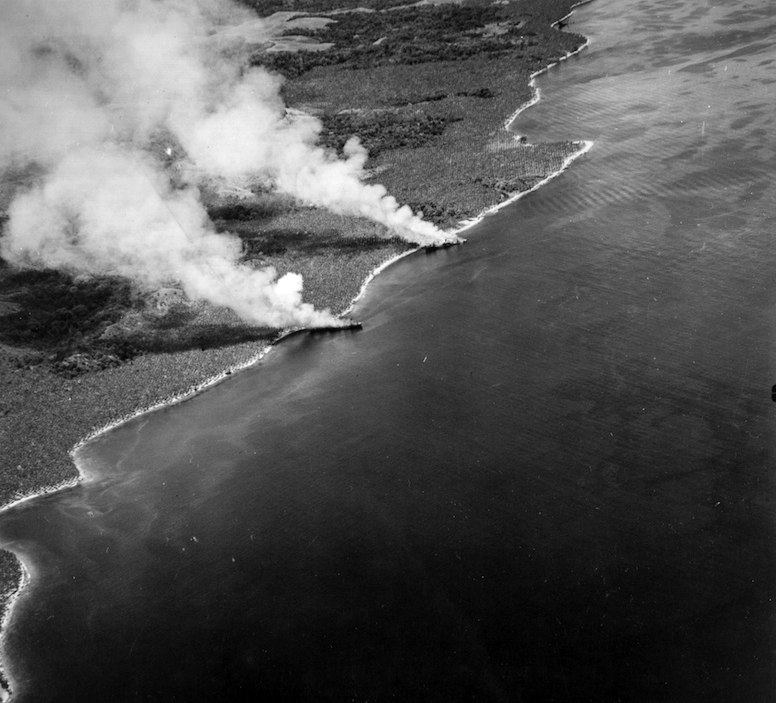
Deux transports japonais échoués et brûlant sur la plage de Tassafaronga à Guadalcanal le 15 novembre.

Les quatre transports japonais arrivèrent à Guadalcanal à 4 h le 15 novembre et s'échouèrent volontairement sur la plage de Tassafaronga, tandis que Tanaka et ses destroyers d'escorte faisaient rapidement demi-tour pour rejoindre des eaux plus sûres. Les transports furent attaqués à partir de 5 h 55 par des appareils américains et l'artillerie terrestre basée sur Guadalcanal. Par la suite, le destroyer USS Meade s'approcha suffisamment pour tirer sur les navires échoués et la zone alentour. Les obus incendièrent les navires de transport et tous les équipements que les Japonais n'avaient pas encore débarqués. Entre 2 000 et 3 000 soldats japonais parvinrent à débarquer à Guadalcanal, mais la plus grande partie des munitions et du ravitaillement furent détruits,.
Yamamoto fut moins irrité par l'échec de Kondō à neutraliser l'aérodrome d'Henderson Field et à sécuriser le débarquement des troupes et des renforts qu'il ne l'avait été par le repli d'Abe. Cela est peut-être lié au fait que Kondō était membre du haut état-major et appartenait à la coterie des cuirassés, tandis qu'Abe était un spécialiste des destroyers. L'amiral Kondō ne fut pas réprimandé ou réaffecté mais resta responsable de l'une des plus importantes flottes basées à Truk.

## Conséquences

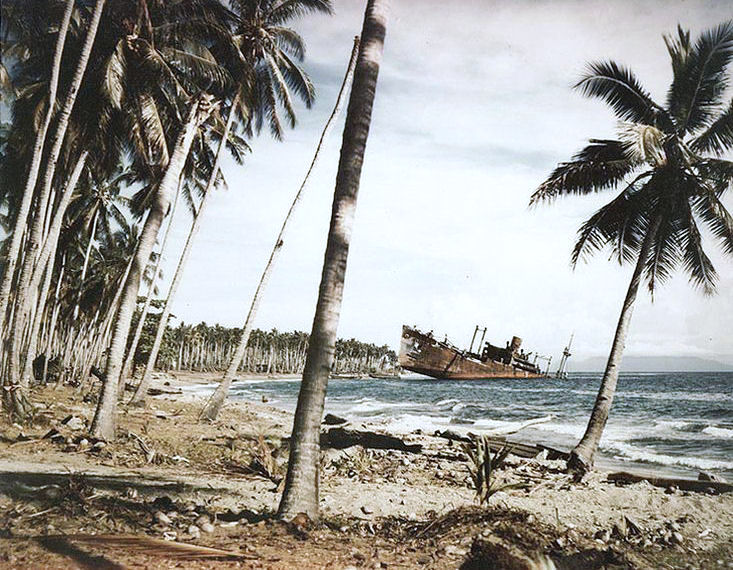
L'épave du Kinugawa Maru, l'un des quatre navires de transport japonais échoués et détruits à Guadalcanal le 15 novembre 1942. La photographie a été prise l'année suivante.

N'étant pas parvenus à acheminer la plus grande partie des troupes et du ravitaillement, les Japonais ne purent lancer une autre offensive contre Henderson Field. Après la bataille, la marine impériale ne délivra plus que le strict minimum en termes de provisions et de renforts pour maintenir des troupes sur Guadalcanal. Du fait de la menace continuelle des appareils d’Henderson Field et des porte-avions dans la zone, seuls les navires du « Tokyo Express » pouvaient transporter le ravitaillement mais cela n'était pas suffisant et à partir du 7 décembre 1942, les forces japonaises sur l'île perdaient environ 50 hommes par jour du fait des combats, des maladies et du manque de nourriture. Le 12 décembre, la marine japonaise proposa l'abandon de Guadalcanal. Malgré l'opposition initiale de l'armée qui pensait encore pouvoir reprendre l'île, le quartier général impérial accepta le 31 décembre l'évacuation des troupes pour former une nouvelle ligne de défense en Nouvelle-Géorgie.
La bataille navale de Guadalcanal fut donc la dernière tentative majeure japonaise pour prendre le contrôle des eaux autour de Guadalcanal ou reprendre l'île. Pour sa part, la marine américaine fut capable de ravitailler à sa guise les troupes sur l'île et de débarquer deux nouvelles divisions à la fin du mois de décembre 1942. L'incapacité japonaise à neutraliser Henderson Field condamna les efforts japonais pour s'opposer à la progression alliée sur Guadalcanal et les dernières troupes japonaises furent évacuées le 9 février 1943.
Ayant appris le résultat de la bataille, le président Franklin Delano Roosevelt commenta, « il semble que le tournant de cette guerre ait finalement été atteint ». L'historien Eric Hammel a décrit l'importance de la bataille navale de Guadalcanal de cette manière :
« Le 12 novembre 1942, la marine impériale [japonaise] avait les meilleurs navires et les meilleures tactiques. Après le 15 novembre 1942, ses dirigeants manquaient de profondeur stratégique pour faire face à la marine américaine grandissante et ses armes et tactiques largement améliorées. Les Japonais ne s'améliorèrent plus tandis, qu'après novembre 1942, la marine américaine ne cessa de se perfectionner. »